# Odwaga cywilna
Odwaga cywilna – postawa, polegająca na występowaniu w obronie swoich racji, nawet jeżeli wiąże się to z wysokimi sankcjami i kosztami społecznymi. Jej podstawowym elementem jest występowanie pod swoim imieniem i nazwiskiem, czyli podpisywanie się pod swoimi własnymi wypowiedziami. Odwaga jest również przyznaniem się do błędu, postępowaniem zgodnie ze swoim sumieniem i głoszeniem swoich poglądów.

## Odwaga cywilna w historii
Jej występowanie dostrzegali już Rzymianie, mówiąc Qui tacet, consentire videtur (Kto milczy, ten się zgadza). Stanowi fundament społeczeństwa obywatelskiego, ponieważ jej brak uniemożliwia samoorganizację aktorów społecznych.